# Senecio merendonensis
Senecio merendonensis là một loài thực vật có hoa trong họ Cúc. Loài này được Ant.Molina miêu tả khoa học đầu tiên năm 1970.